# Andrásfai-gráf
Az Andrásfai-gráf olyan 3n-1 csúcsú gráf, amely nem tartalmaz sem háromszöget, sem n+1 független csúcsot. Nevét onnan kapta, hogy Andrásfai Béla írta le először.

## Értelmezése és tulajdonságai
Az Andrásfai-gráf minden tetszőleges {\displaystyle n\geq 1} természetes számra olyan {\displaystyle 3n-1} csúcsú gráf, amelyben az {\displaystyle i} csúcsot {\displaystyle (1\leq i\leq 3n-1)} él köti össze az {\displaystyle (i+j-1)\!\!\!\mod (3n-1)+1} csúcsokkal, minden {\displaystyle j=n,n+1,...,2n-1} értékre. Az ilyen gráf jelölése: {\displaystyle And(n)}.
A gráf jellemzője, hogy nem tartalmaz sem háromszöget (azaz {\displaystyle K_{3}}-at), sem {\displaystyle n+1} független csúcsot (azaz a komplementere nem tartalmaz {\displaystyle K_{n+1}}-et). Ebből következik, hogy az {\displaystyle R(3,n)} Ramsey-számra fennáll, hogy {\displaystyle R(3,n)\geq 3(n-1).} Egyenlőség csak {\displaystyle n=3} és {\displaystyle n=4} értékekre áll fenn.
A gráfot úgy is lehet értelmezni, hogy a csúcsokat egyenlően elosztjuk egy képzeletbeli körön, minden csúcsból kiindulva berajzoljuk képzeletben a szabályos körbeírható háromszöget, majd az illető csúcsot összekötjük a háromszög szemben levő oldalához tartozó köríven levő csúcsokkal.
(lásd az ábra első rajzolatát). Gyakorlatilag ez azt jelenti, hogy egy adott csúcstól balra és jobbra kihagyunk {\displaystyle n-1} csúcsot, majd a többivel összekötjük.
Az Andrásfai-gráfokat később általánosították két irányba is. 

## Az első hat Andrásfai-gráf
|  |

LaTeX program Andrásfai-gráf rajzolására:
```
\documentclass
{
article
}

\usepackage
{
tikz
}

\textwidth
=15cm

\newcommand
{
\Andr
}
[3]
{

 
% #1 n

 
% #2 elfordítási szög fokban

 
% #3 \draw vagy \fill (a csúcs kis kör vagy korong)

 
\begin
{
tikzpicture
}
[rotate=#2,scale=2]
  
\pgfmathsetmacro
{
\n
}{
3*#1 - 1
}
;     
% \n értéke 3n-1

  
\pgfmathsetmacro
{
\m
}{
2*#1 - 1
}
;     
% \m értéke 2n-1

  
\foreach
 
\i
 in 
{
1,...,
\n
}

  
{

    
\path
 (360/
\n*\i
:1cm) node (X
\i
) 
{
 
}
; 
% csúcsok egyenletes elosztása a körön

    #3 (X
\i
) circle (2pt);                
% csúcsok rajzolása

  
}

   
\foreach
 
\i
 in 
{
1,...,
\n
}

  
{

   
\foreach
 
\j
 in 
{
#1,...,
\m
}

    
{
   
\pgfmathtruncatemacro
{
\p
}{
1+ mod(
\i
+
\j
-1,
\n
)
}
; 
% i-vel összekötendő csúcs kiszámítása

        
\draw
 (X
\i
) -- (X
\p
);                          
% élek rajzolása

    
}

  
}

 
\end
{
tikzpicture
}

}

\begin
{
document
}

\centering

   
\Andr
{
1
}{
0
}{
\fill
}
\quad

   
\Andr
{
2
}{
90
}{
\fill
}
\quad

   
\Andr
{
3
}{
0
}{
\draw
[fill=blue]
}

      

\bigskip

\hspace*
{
2cm
}
 n=1 
\hfill
 n=2 
\hfill
 n=3 
\hspace*
{
2cm
}

   

\bigskip

   
\Andr
{
4
}{
0
}{
\draw
[fill=blue]
}
\quad

   
\Andr
{
5
}{
0
}{
\draw
[fill=red]
}
\quad

   
\Andr
{
6
}{
0
}{
\draw
[red]
}

\bigskip

\hspace*
{
2cm
}
 n=4 
\hfill
 n=5 
\hfill
 n=6 
\hspace*
{
2cm
}

\bigskip

   
\Andr
{
7
}{
0
}{
\draw
[fill=green]
}
\quad

   
\Andr
{
8
}{
0
}{
\draw
[magenta]
}
\quad

   
\Andr
{
9
}{
0
}{
\draw
[fill=gray]
}

\bigskip

\hspace*
{
2cm
}
 n=7 
\hfill
 n=8 
\hfill
 n=9 
\hspace*
{
2cm
}

\end
{
document
}

```